# 大泉湾乡
大泉湾乡，是中华人民共和国新疆维吾尔自治区哈密市伊州区下辖的一个乡镇级行政单位。

## 行政区划
大泉湾乡下辖以下地区：
圪塔井村、三道城村、二道城村、大泉湾村、黄芦岗村和园林场。